# Mecanisme de Sarrus

Mecanisme de Sarrus. Per a veure l'animació pitgeu la imatge.

El mecanisme de Sarrus és un mecanisme que permet transformar un moviment circular limitat en un moviment rectilini sense necessitat d'una guia auxiliar. Va ser inventat per Pierre Frédéric Sarrus el 1853.
El mecanisme de Sarrus és un mecanisme espacial, amb un moviment tridimensional de les peces que l'integren. En el mecanisme de Peaucellier-Lipkin totes les peces es mouen en un pla.